# Émile Borel
Félix Édouard Justin Émile Borel, född 7 januari 1871, död 3 februari 1956, var en matematiker och fransk politiker.
Borels var professor vid universitetet i Paris. Han insatser inom mängdläran beskrivs bland annat under Borelfunktion, Borelmängd och Borelmått.
Bland hans främsta verk märks Monographies sur la théorie des fonctions (1898 ff.)
Borel invaldes 1942 som utländsk ledamot av Kungliga Vetenskapsakademien.